# Fontaine Sainte-Anne de Laeken
La fontaine Sainte-Anne ou fontaine des cinq plaies est une fontaine situé à Laeken. 
Elle est alimentée par une source miraculeuse.
Cette source miraculeuse jaillissait au pied d'un chêne dans lequel était gravée une image de la mère de la Vierge Marie qui attirait les foules sur plusieurs lieux à la ronde pour y implorer la guérison de leurs maux. Ce qui explique l’existence d'un ancien chemin qui reliait cette source à Grimbergen qui par la suite devint la rue de Wand et l'avenue Sainte-Anne. 
C'est en 1625, que l'infante Isabelle fit construire une fontaine sertie dans un bassin de pierre à l'emplacement de la source à la demande de son père spirituel André A. Sotto ou après avoir été guérie par une fièvre. Une plaque en marbre blanc écrite en latin au-dessus de la fontaine rappelle ce fait. Elle fit également relier la source au centre de Laeken via l'avenue du Duc, qui fut appelé par la suite drève Sainte-Anne.
La source jaillissait d'une rosace à cinq trous, symbolisant les cinq plaies du Christ, ce qui explique son autre nom. Ensuite, elle s'écoule dans une vasque puis dans un bassin. La balustrade en fer forgé a été ajoutée, pour raisons de sécurité, en 1869.  Elle est désormais alimentée par un puits dont le trop-plein se déverse dans les étangs du domaine royal de Laeken.
La fontaine aurait des vertus salutaires pour les fiévreux, les crampes et les maux des yeux,.  La légende veut que c'est une guérison de la fièvre après avoir bu de l'eau de la source qui poussa l'infante Isabelle à offrir la construction de la fontaine,.
À côté se trouve la chapelle Sainte-Anne.

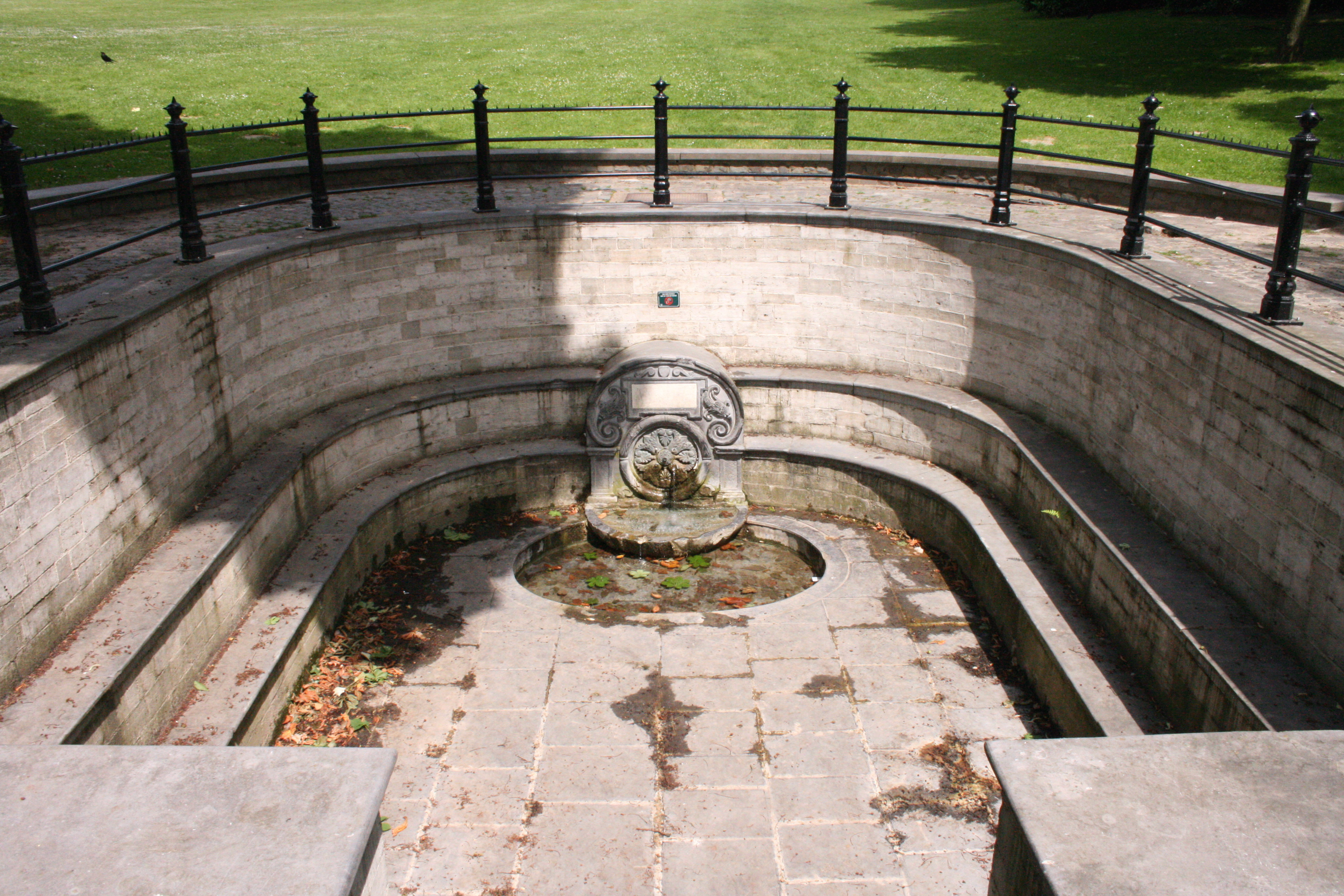
La fontaine.
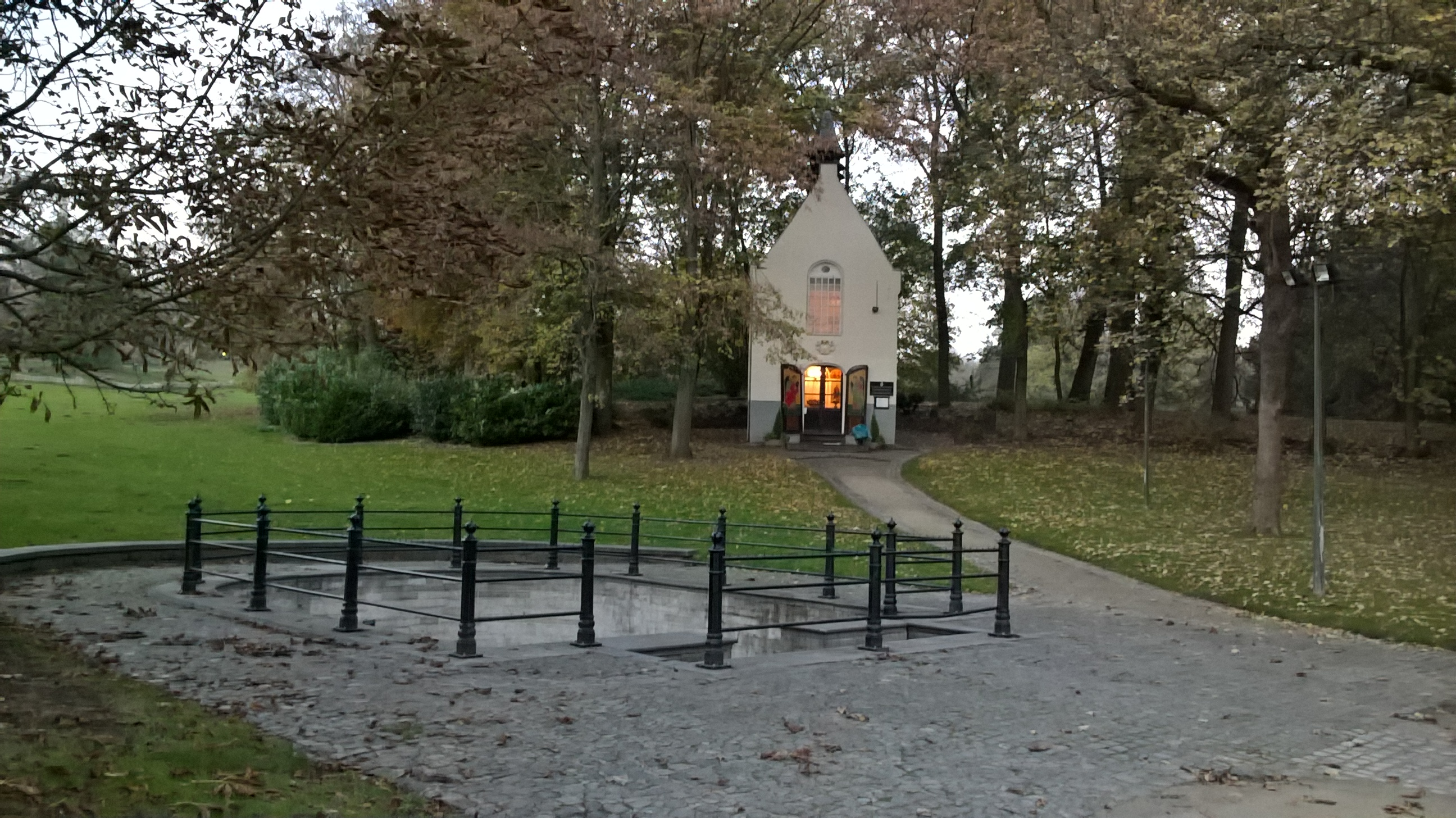
La fontaine et chapelle Sainte-Anne.
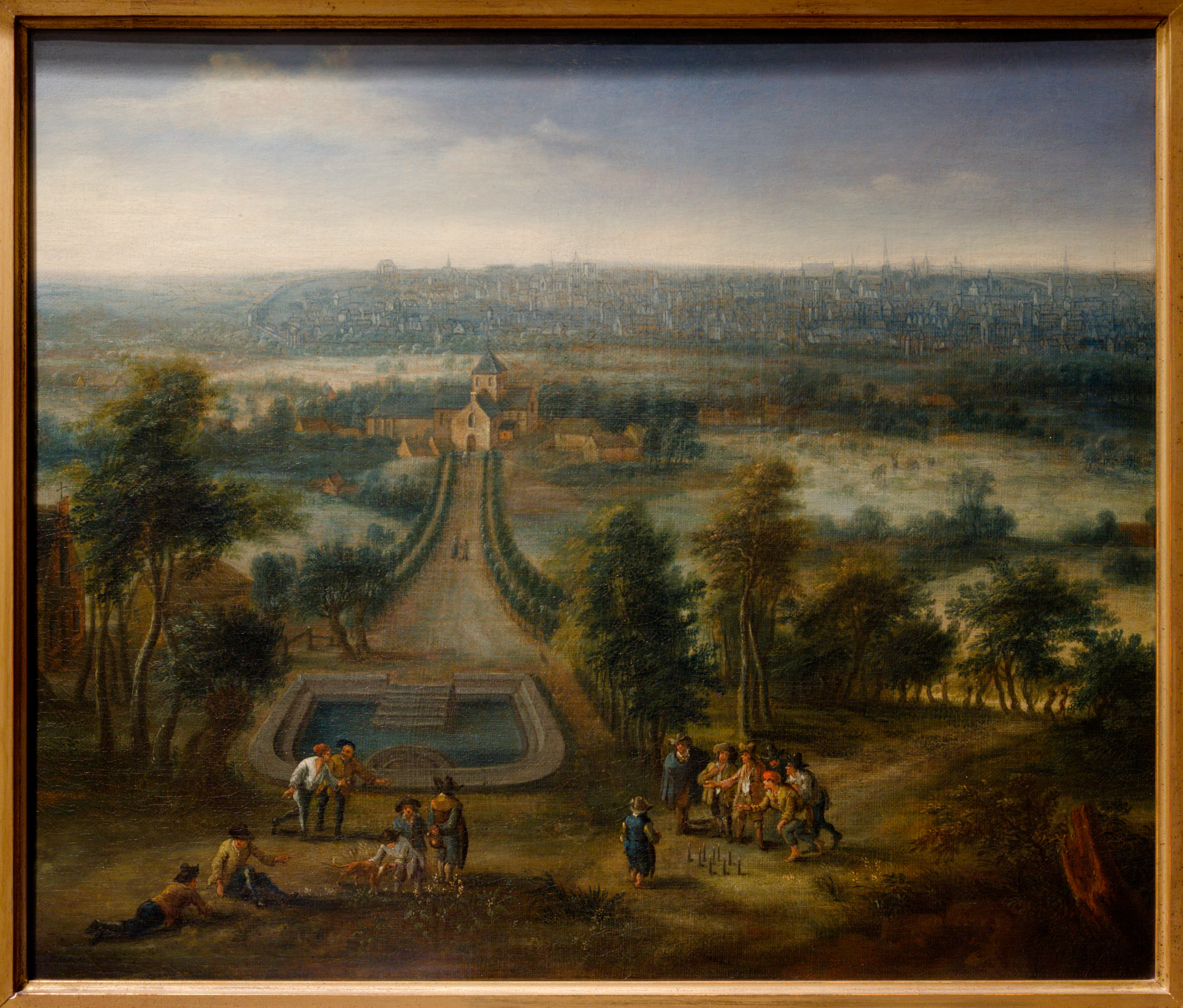
La drève Sainte-Anne au XVIIIe siècle (toile d'Andréas Martin).